# 베이비콜
베이비콜(Babycall)은 2011년 개봉한 노르웨이의 스릴러 영화이다.
이 영화는 2011년 10월 7일 노르웨이에서 개봉되었고, 2012년 7월 24일 미국에서 홈 비디오로 개봉되었다.

## 줄거리
안나와 아들 안데르스는 폭력적인 전남편을 피해 안전을 위해 오슬로 외곽의 큰 아파트로 이사한다. 안나는 전남편이 양육권 소송을 다시 제기할까 봐 불안해하고, 아동 복지사들의 권유로 아들을 자신의 방에서 재우는 대신 아기 모니터를 사용하기 시작한다. 
전자제품 가게에서 안나는 병든 어머니를 둔 헬게라는 수줍은 남자를 만나 서로의 고충을 나누며 가까워진다. 안나는 아들을 놓지 않으려는 자신의 태도를 이해해주는 헬게에게 위안을 받고, 헬게는 과보호적인 안나에게서 공감대를 느낀다.
어느 날 밤, 안나는 아기 모니터에서 비명 소리를 듣고 놀라 아들 방으로 달려가지만 아들은 평화롭게 잠들어 있다. 헬게는 모니터가 다른 주파수를 잡을 수 있다는 것을 알려주고, 그들은 안데르스가 그린 지도에서 소리의 근원을 찾으려 한다.
안데르스는 안나에게 자신과 똑같이 생긴 새 친구를 소개하지만, 안나는 그 아이를 수상하게 여긴다. 안나는 안데르스가 그린 아파트 단지 근처에서 피투성이 시체를 묘사한 그림을 발견하고, 그 친구의 영향이라고 생각한다. 안나는 호수로 가지만 주차장에 도착하고, 모니터에서 들었던 비명 소리와 관련 있다고 생각되는 여자를 따라간다. 안나는 그 여자가 아들과 똑같이 생긴 아이를 익사시키는 것을 목격하고 구하려다가 기절한다.
병원에서 깨어난 안나는 학교에서 아들을 데려가려 하지만 아동 학대 혐의로 거부당한다. 경고를 무시하고 아들을 집으로 데려오지만 현관문이 열려 있고, 그곳에서 올레는 동료가 떠났으며 이제 자신의 손에 안나의 운명이 달려있다고 말하며 위협적으로 다가온다. 안나는 헬게의 직장으로 피신하고 저녁 식사에 초대한다. 식사 중 초인종이 울리고 문을 열어보니 아무도 없지만, 안데르스의 친구가 나타나 헬게에게 멍 자국을 보여준 뒤 아들 방으로 뛰어간다. 
헬게가 아이를 따라가려 하자 안나는 헬게에게 소리를 지르고 헬게는 실망하여 떠난다. 안나는 올레를 피해 아파트를 나가고, 다음 날 올레는 안나의 전남편이 아들을 데려가러 올 것이라는 소식을 전한다. 공황 상태에 빠진 안나는 가위로 올레를 찔러 살해한다.
헬게는 안나를 찾으려 문을 두드리지만, 안나는 창턱에 앉아 아들을 안고 있다. 헬게가 다가가자 안나는 앞으로 몸을 기울여 창밖으로 떨어진다. 헬게는 안나의 시신을 발견하지만 아들의 모습은 보이지 않는다. 
시간이 흘러, 안나의 남편이 몇 년 전 아들을 살해하고 자살했다는 사실이 드러난다. 헬게는 안나가 아파트 단지 근처에 무덤을 그린 그림을 발견하고, 숲에서 학대받던 부모에게 살해당한 안데르스의 친구의 시신을 발견한다. 마지막 장면에서 헬게는 안나의 시신 옆에 앉아 소년과 어머니 이야기를 들려준다. 영화는 안나와 안데르스가 숲에서 함께 걷고, 물가에 앉아 있는 행복한 장면으로 끝을 맺는다.

## 캐스팅
- 노미 라파스 - Anna
- 크리스토페르 요네르 - Helge